# Parafia św. Idziego w Siemianicach
Parafia Świętego Idziego w Siemianicach – parafia rzymskokatolicka, znajdująca się w diecezji kaliskiej, w dekanacie Trzcinica.